# Svetlana Moskalets
Svetlana Moskalets (Mytishchi, óblast de Moscú, Rusia, 22 de enero de 1969) es una atleta rusa, especializada en la prueba de heptalón en la que llegó a ser subcampeona mundial en 1995.

## Carrera deportiva
En el Mundial de Gotemburgo 1995 ganó la medalla de plata en el heptalón, con una puntuación de 6575 puntos, tras la siria Ghada Shouaa y por delante de la húngara Rita Ináncsi.